# Peltophryne longinasus
Peltophryne longinasus är en groddjursart som först beskrevs av Leonhard Hess Stejneger 1905.  Peltophryne longinasus ingår i släktet Peltophryne och familjen paddor. IUCN kategoriserar arten globalt som starkt hotad. Inga underarter finns listade i Catalogue of Life.